# Florida, Bergen
Florida är namnet på ett område i Bergen i Norge, beläget i stadsdelen Nygård vid Store Lungegårdsvann.  En gång var detta utanför stadsgränsen, och där låg en lantegendom och ett värdshus, som är kända sedan mitten av 1700-talet. Under åren 1937–2012 var det katolska  Florida sykehus i drift på Florida. Dess lokaler används nu av en gymnasieskola. Tvärs över gatan från det forna sjukhuset ligger sedan 1928 Geofysisk institutt, som är en del av Universitetet i Bergen. Bybanen passerar Florida och har en hållplats där. Denna ropas ut med vad som bör vara det ursprungliga uttalet: [flori:da].